# Ein bisschen Glück
Die deutsche Vorentscheidung zum Eurovision Song Contest 1996 in Oslo trug den Titel Ein bisschen Glück und fand am 1. März 1996 in der Friedrich-Ebert-Halle in Hamburg-Heimfeld statt. Ausrichter war der Norddeutsche Rundfunk (NDR), Jens Riewa moderierte. Die Veranstaltung wurde live im Fernsehen übertragen. Die Vorentscheidung war die erste seit 1992, in der Zwischenzeit hatte die ARD den deutschen Beitrag intern ausgewählt.

## Abstimmungsmodus
Zum ersten Mal seit 1990 ermittelten wieder die Zuschauer (per TED) den Sieger. Dieser vertrat Deutschland bei der internen Auswahl der EBU, in der der Beitrag scheiterte.

## Teilnehmerfeld und Ergebnis
| Platz | Startnr. | Interpret                        | Lied Musik (M) und Text (T)                                        | Stimmen |
| ----- | -------- | -------------------------------- | ------------------------------------------------------------------ | ------- |
| 01.   | 06       | Leon                             | Planet of Blue M: Hanne Haller; T: Anna Rubach                     | 37,9 %  |
| 02.   | 08       | André Stade                      | Jeanny, wach auf M: Jean Frankfurter; T: Irma Holder               | 18,4 %  |
| 03.   | 07       | Angela Wiedl & Dalila Cernatescu | Echos M: Ralph Siegel; T: Bernd Meinunger                          | 11,9 %  |
| 04.   | 02       | Anett Kölpin                     | Für dich, mein Kind M: Thomas Natschinski; T: Ingeburg Branoner    | ?       |
| 05.   | 01       | Ibo                              | Der liebe Gott ist ganz begeistert M/T: Walter Gerke, Mick Hannes  | ?       |
| 06.   | 09       | Euro-Cats                        | Surfen Multimedia M/T: Erich Offierowski                           | ?       |
| 07.   | 04       | Rendezvous                       | Ohne dich M/T: Werner Petersburg                                   | ?       |
| 08.   | 05       | Nina Falk                        | Immer nur du M/T: Klaus-Peter Schweizer                            | ?       |
| 09.   | 10       | Jacques van Eijck                | „Ja, das kann nur Liebe sein“ M: Jacques van Eijck; T: John Möring | ?       |
| 10.   | 03       | Enzo                             | Wo bist du? M/T: Michael Reinecke                                  | ?       |

## Scheitern des deutschen Beitrags in der internen Vorauswahl der EBU
Der deutsche Beitrag war nicht automatisch für das ESC-Finale qualifiziert, sondern nahm an einer internen Ausscheidungsrunde teil, in der die Jurys aller teilnehmenden Länder die 23 Finalbeiträge auswählten. Diese interne Vorauswahl war kurzfristig eingeführt worden, da weitaus mehr Länder (insgesamt 30) am ESC teilnehmen wollten, als Startplätze vorgesehen waren. Außer Gastgeber Norwegen mussten sich alle Länder der internen Vorauswahl stellen.
Der deutsche Beitrag bestand die interne Auswahl nicht, Deutschland nahm damit zum ersten Mal nicht am ESC teil. Das Ausscheiden sorgte in Deutschland für Unverständnis, zumal das Ergebnis der internen Abstimmung nicht veröffentlicht wurde. Während der Übertragung des Finales im deutschen Fernsehen (im dritten Programm des NDR) äußerte Kommentator Ulf Ansorge mehrmals seine Meinung, dass einige Beiträge schlechter gewesen seien als der deutsche.
Hätte es keine interne Auswahl gegeben, wäre Deutschland allerdings ebenfalls nicht qualifiziert gewesen. Der letzte Platz 1995 hätte automatisch ein Aussetzen Deutschlands bedeutet, sodass die interne EBU-Auswahl eine „zweite Chance“ bedeutet hatte.